# Nuke
Nuke（ヌーク）はThe Foundry社が販売するノード・ベースのデジタル合成ソフトウェア。映画やテレビのポストプロダクションに使用される。クロスプラットフォームに対応しており、Windows、Mac、Linuxで利用可能である。Nukeの上位版としてNukeXと、横編集にも対応するNuke Studioが存在する。また、非商用版が無料頒布されている。
Nukeのユーザーにはデジタル・ドメイン、ウォルト・ディズニー・アニメーション・スタジオ、ブリザード・エンターテイメント、ドリームワークス・アニメーション、フレームストア、ソニー・ピクチャーズ アニメーション、WETAデジタル、インダストリアル・ライト&マジックなどがいる。また、『ベンジャミン・バトン 数奇な人生』『キング・コング』『ジャンパー』『アイ,ロボット』『バイオハザードIII』などの作品で使用されている。

## 歴史
- 1993年、デジタル・ドメインのBill Spitzakによってインハウス・ツールとして開発された。当初のNukeは同じくデジタル・ドメインでBill Spitzakが開発したFLTKツールキットを使用しており、その後FLTKは1998年にGNU LGPLライセンスのもとに公開された。デジタル・ドメインではその後Nukeは10年以上使用され、約40作の大作映画や数百のCMのVFX制作に使用された。
- 2001年、アカデミー科学技術賞を受賞。
- 2002年、デジタル・ドメインの子会社であるD2ソフトウェア社によって初めて一般に販売された。[6][7]
- 2005年11月、D2ソフトウェア社はNuke 4.5をリリース、新しい3Dシステムを導入。[8]
- 2007年、ロンドンのプラグイン開発会社であるThe Foundry社がD2ソフトウェア社からNukeの開発及び販売を引き継いだ。[9] The Foundry社は2007年1月にNuke 4.7を発売した。[10]
- 2008年、Nuke5を発売。ユーザインターフェイスをQtに変更、Pythonスクリプトを導入、また立体視ワークフローを導入した。[11]
- 2009年、Nuke 6.0とNukeX 6.0を発売。NukeXはマッチムーブのための新しい3Dカメラトラッカー機能やレンズディストーションツールが追加され、The Foundry社の実写合成のためのプラグインセット・Furnace Coreも導入された。
- 2010年、Nuke/NukeX 6.1を発売。
- 2010年12月、Nuke/NukeX 6.2発売
- 2011年、Nuke/NukeX 6.3を発売。NukeXでは3D パーティクル、プラナー（平面） トラッカー やPixar RenderMan Pro Serverのサポートが追加された。
- 2012年11月5日、7.0を発売。
- 2013年12月5日、8.0を発売。
- 2014年11月17日、9.0を発売。
- 2016年4月27日、10.0を発売。
- 2016年12月7日、10.5を発売。
- 2017年7月24日、11.0を発売。LiveGroupノード、NukeXでは新しいLensDistortionノードが追加された。
- 2017年12月7日、11.1を発売。ローカライゼーション機能が改善された。Profileノードが追加され上流のパフォーマンスデータを取得して、新しいProfileタブのUIで結果を確認できるようになった。
- 2018年7月17日、11.2を発売。ノードの検索機能の更新、ユーザーノブをドラッグで追加、削除、別のノードへコピーする機能が追加された。
- 2018年12月13日、11.3を発売。LiveGroupノードの機能が拡張された。パーティクルシミュレーションのパフォーマンスが改善された。
- 2019年9月27日、12.0を発売。Edge Extendノード、Inpaintノード、Grid Warp Trackerノードが追加された。EXRの読み込み、書き出しのパフォーマンスが向上し、OCIOロールがサポートされた。
- 2020年2月19日、12.1を発売。
- 2025年2月27日、16.0発表。

## Nuke Studio
Nuke Studio はNukeの最上位版であり、NukeXの機能とオンライン編集ソフトであるHieroの機能を兼ね備えたものとなっている。

## Nuke Non-Commercial / Education Collective
Nuke Non-Commercial はNukeの非商用版であり、無料頒布されている。この非商用版にはNuke、NukeX、Nuke Studioの三つが含まれている。サードパーティ製プラグイン未搭載、書き出しノード無効化などの制限が存在するものの、チャンネルロゴ表示が挿入されず、Full HD (1080p) までの出力が可能となっている。
なお、学習向けとしてNuke StudioやModoなどをセットにした安価なEducation Collectiveも存在する。Education Collectiveは出力制限無く使うことが可能となっている。学生は初年無料。

## プラグイン
- OCULA - ステレオスコーピック (ステレオ3D) 動画向けプラグイン[16]
- CARA VR - バーチャルリアリティ (VR) 動画向けプラグイン[17]
- Furnace